# Heliconia schiedeana
Heliconia schiedeana är en enhjärtbladig växtart som beskrevs av Johann Friedrich Klotzsch. Heliconia schiedeana ingår i släktet Heliconia och familjen Heliconiaceae. Inga underarter finns listade.

## Bildgalleri

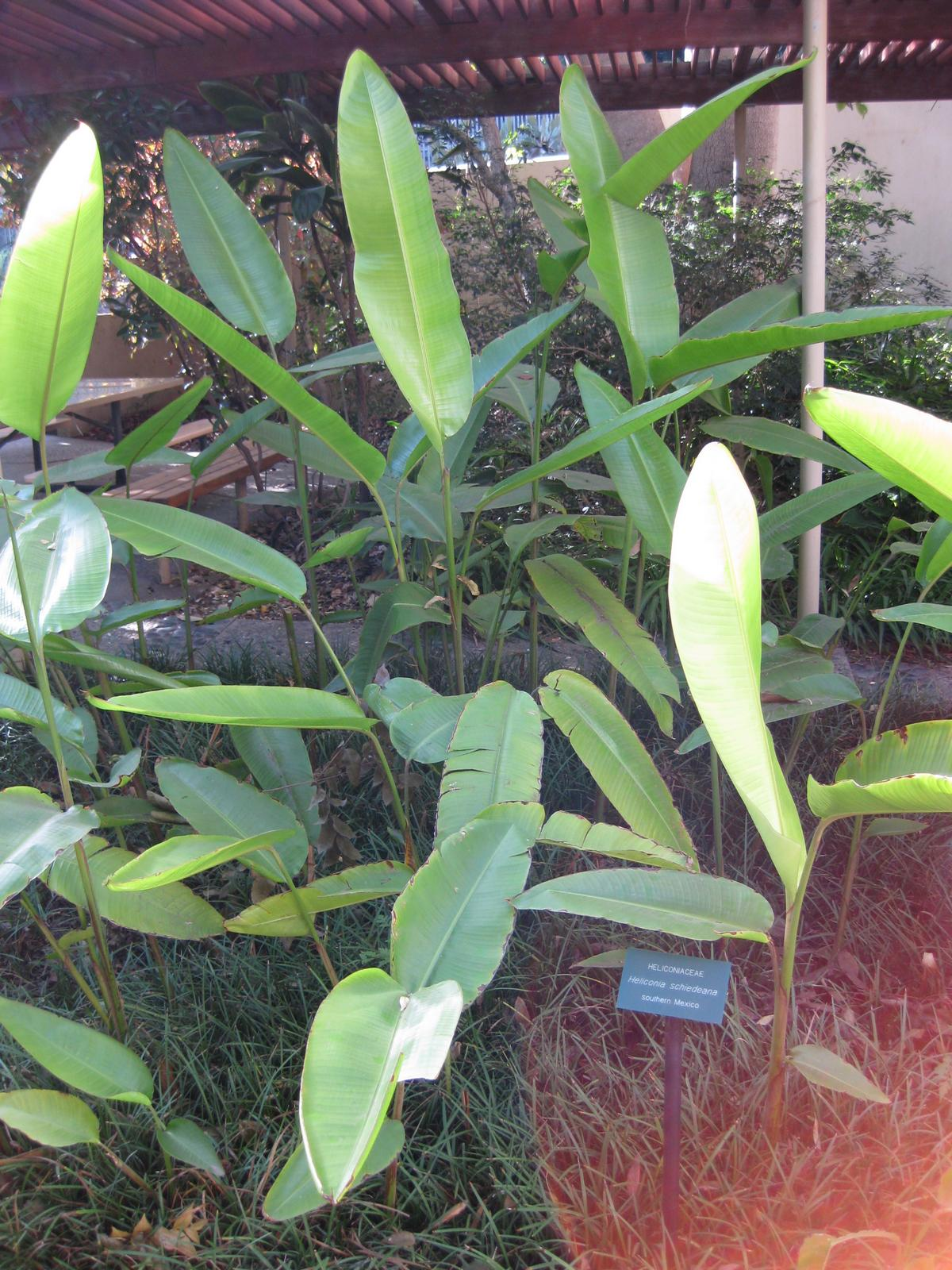